# Первенство ПФЛ 2018/2019
Первенство ПФЛ 2018/2019 — 27-й сезон третьего по рангу дивизиона профессионального футбола в России после Премьер-лиги и первенства ФНЛ. Соревнования прошли с июля 2018 по май 2019 года. Победители каждой из групп ПФЛ имели возможность получить право на выход в ФНЛ. Команды, занявшие последние места в каждой из групп, могут перебираться в Первенство России среди любительских футбольных клубов, но на практике, если команда занимает последнее место, ей, тем не менее, предоставляется возможность выступить в первенстве ПФЛ и на следующий сезон (в случае соответствия клуба требованиям лиги и при успешном прохождении лицензирования).

## Победители
| Запад                 | Центр            | Юг                     | Урал-Приволжье          | Восток** (Сибирь) |
| --------------------- | ---------------- | ---------------------- | ----------------------- | ----------------- |
| Текстильщик (Иваново) | Торпедо (Москва) | Чайка (Песчанокопское) | Нефтехимик (Нижнекамск) | Иртыш (Омск)      |

## Участники
| Запад                               | Центр                | Юг                                                   | Урал-Приволжье           | Восток** (Сибирь)               |
| 13 команд                           | 14 команд            | 15 команд                                            | 11 команд                | 6 команд                        |
| ----------------------------------- | -------------------- | ---------------------------------------------------- | ------------------------ | ------------------------------- |
| Велес (Москва)                      | Динамо (Брянск)      | Академия футбола им. В.Понедельника (Ростов-на-Дону) | Волга (Ульяновск)        | Динамо (Барнаул)                |
| Волга-1908 (Тверь)*                 | Зоркий (Красногорск) | Ангушт (Назрань)                                     | Звезда (Пермь)           | Зенит (Иркутск)                 |
| Днепр (Смоленск)                    | Калуга               | Биолог-Новокубанск (Прогресс)                        | Зенит-Ижевск             | Иртыш (Омск)                    |
| Долгопрудный                        | Квант (Обнинск)      | Волгарь (Астрахань)                                  | КАМАЗ (Набережные Челны) | Сахалин (Южно-Сахалинск)**      |
| Знамя Труда (Орехово-Зуево)         | Металлург (Липецк)   | Динамо (Ставрополь)                                  | Лада-Тольятти            | Смена (Комсомольск-на-Амуре) ** |
| Коломна                             | Ротор-2 (Волгоград)  | Дружба (Майкоп)                                      | Нефтехимик (Нижнекамск)  | Сибирь-2 (Новосибирск)          |
| Ленинградец (Ленинградская область) | Рязань               | Краснодар-3                                          | Носта (Новотроицк)       | Чита                            |
| Локомотив-Казанка                   | Салют-Белгород       | Легион-Динамо (Махачкала)                            | Сызрань-2003             |                                 |
| Луки-Энергия (Великие Луки)         | Сатурн (Раменское)   | Машук-КМВ (Пятигорск)                                | Урал-2 (Екатеринбург)    |                                 |
| Муром                               | Сокол (Саратов)      | СКА (Ростов-на-Дону)                                 | Уфа-2                    |                                 |
| Псков-747                           | Строгино (Москва)    | Спартак-Владикавказ                                  | Челябинск                |                                 |
| Текстильщик (Иваново)               | Торпедо (Москва)     | Спартак-Нальчик                                      |                          |                                 |
| Торпедо (Владимир)                  | Химик (Новомосковск) | Урожай (Краснодар)                                   |                          |                                 |
| Чертаново-2 (Москва)                | Химки-М*             | Чайка (Песчанокопское)                               |                          |                                 |
|                                     |                      | Черноморец (Новороссийск)                            |                          |                                 |

* Участие команд «Волга-1908» (Тверь) и «Химки-М» в первенстве ПФЛ до последнего было под вопросом. За командами были зарезервированы места в календарях западной и центральной групп (за «Волгой-1908» также место в сетке Кубка России-2018/19). 13 июля стало известно об участии второй команды «Химок» в первенстве, однако в связи с поздними сроками включения матч 1-го тура между ФК «Торпедо» (Москва) и «Химки-М», запланированный на 18 июля, был перенесён на один из резервных дней. «Волга-1908» всё же не заявилась на сезон-2018/19 вследствие отзыва лицензии из-за необеспечения финансовых гарантий.
** В сезоне 2018/19 зону «Восток» было запланировано разделить на две группы: «Сибирь» и «Дальний Восток». В группе «Сибирь» набралось минимальное для проведения соревнований количество команд. При этом «Сахалин» первую половину сезона базировался и играл домашние матчи в Томске, оставшиеся 4 домашних матча «Сахалин» проведёт в Южно-Сахалинске. В группе «Дальний Восток» были готовы заявиться только «Смена» и вторая команда «СКА-Хабаровск».
Из-за недостаточного количества дальневосточных команд было принято решение, что в сезоне 2018/19 в зоне «Восток» сыграют только команды, территориально расположенные в Сибири. В Дальневосточном регионе соревнования проводиться не будут. «Смене» было предложено перейти в зону «Сибирь» и проводить домашние матчи в одном из городов Сибири. Клуб отказался, изъявив желание проводить домашние матчи только в Комсомольске-на-Амуре.

## Запад
| М  | Команда               | И  | В  | Н | П  | Мячи    | ±   | О  | Примечания                                          |
| -- | --------------------- | -- | -- | - | -- | ------- | --- | -- | --------------------------------------------------- |
| 1  | Текстильщик (Иваново) | 24 | 17 | 4 | 3  | 42 − 20 | +22 | 55 | Выход в Первенство ФНЛ                              |
| 2  | Локомотив-Казанка     | 24 | 16 | 4 | 4  | 53 − 27 | +26 | 52 |                                                     |
| 3  | Велес                 | 24 | 15 | 4 | 5  | 44 − 18 | +26 | 49 |                                                     |
| 4  | Долгопрудный          | 24 | 12 | 4 | 8  | 43 − 21 | +22 | 40 |                                                     |
| 5  | Ленинградец           | 24 | 11 | 4 | 9  | 32 − 28 | +4  | 37 |                                                     |
| 6  | Муром                 | 24 | 10 | 6 | 8  | 39 − 37 | +2  | 36 |                                                     |
| 7  | Знамя Труда           | 24 | 10 | 4 | 10 | 29 − 27 | +2  | 34 |                                                     |
| 8  | Торпедо (Владимир)    | 24 | 9  | 6 | 9  | 31 − 27 | +4  | 33 |                                                     |
| 9  | Луки-Энергия          | 24 | 8  | 5 | 11 | 22 − 24 | −2  | 29 |                                                     |
| 10 | Псков-747             | 24 | 9  | 2 | 13 | 34 − 42 | −8  | 29 |                                                     |
| 11 | Коломна               | 24 | 6  | 3 | 15 | 26 − 56 | −30 | 21 |                                                     |
| 12 | Днепр                 | 24 | 4  | 2 | 18 | 16 − 59 | −43 | 14 | Снялся после зимней паузы                           |
| 13 | Чертаново-2           | 24 | 3  | 4 | 17 | 26 − 51 | −25 | 13 | В сезоне 2019/20 участвует в Первенстве России U-17 |

И — игры, В — выигрыши, Н — ничьи, П — проигрыши, Мячи — забитые и пропущенные голы, ± — разница голов, О — очки

Примечания
- 26 мая после победы в матче 25 тура над «Коломной» «Текстильщик» обеспечил себе победу в зоне «Запад»[8].

## Центр
| М  | Команда              | И  | В  | Н  | П  | Мячи    | ±   | О  | Примечания                      |
| -- | -------------------- | -- | -- | -- | -- | ------- | --- | -- | ------------------------------- |
| 1  | Торпедо (Москва)     | 26 | 20 | 5  | 1  | 48 − 17 | +31 | 65 | Выход в Первенство ФНЛ          |
| 2  | Сокол (Саратов)      | 26 | 18 | 4  | 4  | 49 − 18 | +31 | 58 |                                 |
| 3  | Металлург (Липецк)   | 26 | 15 | 6  | 5  | 47 − 25 | +22 | 51 |                                 |
| 4  | Динамо (Брянск)      | 26 | 15 | 3  | 8  | 40 − 21 | +19 | 48 |                                 |
| 5  | Зоркий (Красногорск) | 26 | 10 | 6  | 10 | 40 − 34 | +6  | 36 |                                 |
| 6  | Калуга               | 26 | 10 | 6  | 10 | 30 − 29 | +1  | 36 |                                 |
| 7  | Химик (Новомосковск) | 26 | 9  | 5  | 12 | 24 − 33 | −9  | 32 |                                 |
| 8  | Квант (Обнинск)      | 26 | 7  | 10 | 9  | 35 − 36 | −1  | 31 |                                 |
| 9  | Салют-Белгород       | 26 | 7  | 10 | 9  | 26 − 30 | −4  | 31 |                                 |
| 10 | Рязань               | 26 | 8  | 7  | 11 | 26 − 31 | −5  | 31 |                                 |
| 11 | Ротор-2 (Волгоград)  | 26 | 9  | 3  | 14 | 30 − 47 | −17 | 30 | Не имеет права на переход в ФНЛ |
| 12 | Сатурн (Раменское)   | 26 | 5  | 8  | 13 | 23 − 40 | −17 | 23 |                                 |
| 13 | Строгино             | 26 | 5  | 2  | 19 | 21 − 45 | −24 | 17 |                                 |
| 14 | Химки-М              | 26 | 1  | 11 | 14 | 22 − 55 | −33 | 14 | Не имеет права на переход в ФНЛ |

И — игры, В — выигрыши, Н — ничьи, П — проигрыши, Мячи — забитые и пропущенные голы, ± — разница голов, О — очки

Примечания
- Матч 3 тура «Строгино» — «Химки-М» (Химки) прошёл 5 сентября. Матч 1 тура «Торпедо» — «Химки-М» прошёл 17 октября[9][10].
- После победы 4:1 в матче 25 тура с «Сатурном» ФК «Торпедо» (Москва) одержал победу в зоне «Центр» и получил право на участие в ФНЛ

### Изменение лидера по ходу чемпионата
1-й Тур, 18 июля 2018, 17:00

- 2. «Строгино» (Москва) — «Сатурн» (Раменское) 0:3 (0:3)
- 182. «Химик» (Новомосковск) — «Калуга» (Калуга) 0:0 (0:0)

18:00

- 5. «Сокол» (Саратов) — «Динамо-Брянск» (Брянск) 2:1 (1:0)
- 6. «Квант» (Обнинск) — «Металлург» (Липецк) 2:1 (1:0)

18:30

- 3. «Салют Белгород» (Белгород) — «Зоркий» (Красногорск) 1:3 (0:1)
- 4. «Рязань» (Рязань) — «Ротор-2» (Волгоград) 0:1 (0:1)

Лидер — «Сатурн» (Раменское): лучше разница мячей

2-й Тур 26 июля 2018

15:00

- 9. «Химки-М» (Химки) — «Химик» (Новомосковск) 1:4 (-:-)

18:00

- 10. «Металлург» (Липецк) — «Калуга» (Калуга) 1:0 (-:-)
- 12. «Ротор-2» (Волгоград) — «Сокол» (Саратов) 0:3 (-:-)

19:00

- 11. «Динамо-Брянск» (Брянск) — «Квант» (Обнинск) 1:2 (-:-)
- 13. «Зоркий» (Красногорск) — «Рязань» (Рязань) 1:2 (-:-)
- 14. «Сатурн» (Раменское) — «Салют Белгород» (Белгород) 0:0 (0:0)

19:24

- 8. «Торпедо Москва» (Москва) — «Строгино» (Москва) 1:0 (-:-)

Лидер — «Сокол» (Саратов)

3-й Тур 3 августа 2018

18:00

- 18. «Сокол» (Саратов) — «Зоркий» (Красногорск) 0:1 (-:-)
- 19. «Квант» (Обнинск) — «Ротор-2» (Волгоград) 3:0 (-:-)

18:30

- 16. «Салют Белгород» (Белгород) — «Торпедо Москва» (Москва) 0:1
- 17. «Рязань» (Рязань) — «Сатурн» (Раменское) 1:1 (-:-)
- 20. «Калуга» (Калуга) — «Динамо-Брянск» (Брянск) 1:2 (-:-)

3-й Тур 4 августа 2018

15:00

- 21. «Химик» (Новомосковск) — «Металлург» (Липецк) 1:1 (-:-)

Лидер — «Квант» (Обнинск)

4-й Тур 10 августа 2018

- 15:00 28. «Химки-М» (Химки) — «Металлург» (Липецк) 2:9
- 17:00 23. «Строгино» (Москва) — «Салют Белгород» (Белгород) 0:1
- 18:00 24. «Динамо-Брянск» (Брянск) — «Химик» (Новомосковск) 0:1
- 19:00 26. «Зоркий» (Красногорск) — «Квант» (Обнинск) 4:1
- 19:00 27. «Сатурн» (Раменское) — «Сокол» (Саратов) 1:2

4-й Тур 11 августа 2018

- 14:00 22. «Торпедо Москва» (Москва) — «Рязань» (Рязань) 1:0
- 17:00 25. «Ротор-2» (Волгоград) — «Калуга» (Калуга) 1:0

Лидер — «Зоркий» (Красногорск)

5-й Тур 16 августа 2018

- 18:30 33. «Калуга» (Калуга) — «Зоркий» (Красногорск) 1:1

5-й Тур 17 августа 2018

- 17:00 35. «Металлург» (Липецк) — «Динамо-Брянск» (Брянск) 1:0
- 18:00 31. «Сокол» (Саратов) — «Торпедо Москва» (Москва) 0:2
- 18:00 32. «Квант» (Обнинск) — «Сатурн» (Раменское) 2:1
- 18:00 34. «Химик» (Новомосковск) — «Ротор-2» (Волгоград) 1:0
- 18:30 29. «Салют Белгород» (Белгород) — «Химки-М» (Химки) 2:3
- 18:30 30. «Рязань» (Рязань) — «Строгино» (Москва) 2:0

Лидер — «Торпедо Москва» (Москва)

6-й Тур 25 августа 2018

- 13:00 40. «Зоркий» (Красногорск) — «Химик» (Новомосковск) 3:0 (-:-)
- 14:00 42. «Химки-М» (Химки) — «Динамо-Брянск» (Брянск) 0:3 (-:-)
- 16:00 37. «Строгино» (Москва) — «Сокол» (Саратов) 0:4 (-:-)
- 17:00 38. «Салют Белгород» (Белгород) — «Рязань» (Рязань) 0:0 (-:-)

6-й Тур 26 августа 2018

- 16:00 36. «Торпедо Москва» (Москва) — «Квант» (Обнинск) 1:0 (-:-)
- 17:00 41. «Сатурн» (Раменское) — «Калуга» (Калуга) 0:1 (-:-)

6-й Тур 27 августа 2018

- 17:00 39. «Ротор-2» (Волгоград) — «Металлург» (Липецк) 2:5 (-:-)

Лидер — «Торпедо Москва» (Москва)

7-й Тур 2 сентября 2018

- 15:00 48. «Металлург» (Липецк) — «Зоркий» (Красногорск) 1:0 (0:0)
- 16:00 44. «Сокол» (Саратов) — «Салют Белгород» (Белгород) 0:0 (0:0)
- 16:00 46. «Торпедо Москва» (Москва) — «Калуга» (Калуга) 3:0 (3:0)
- 16:00 47. «Химик» (Новомосковск) — «Сатурн» (Раменское) 2:1 (0:1)
- 16:00 49. «Динамо-Брянск» (Брянск) — «Ротор-2» (Волгоград) 0:1 (0:1)
- 17:00 43. «Рязань» (Рязань) — «Химки-М» (Химки) 0:0 (0:0)
- 17:00 45. «Квант» (Обнинск) — «Строгино» (Москва) 0:0 (0:0)

3-й Тур 5 сентября 2018

- 16:00 15. «Строгино» (Москва) — «Химки-М» (Химки) 4:1 (2:0)

Лидер — «Торпедо Москва» (Москва)

8-й Тур 9 сентября 2018

- 15:00 52. «Салют Белгород» (Белгород) — «Квант» (Обнинск) 2:2 (-:-)
- 16:00 51. «Строгино» (Москва) — «Калуга» (Калуга) 1:2 (-:-)
- 17:00 53. «Рязань» (Рязань) — «Сокол» (Саратов) 0:1 (-:-)

8-й Тур 10 сентября 2018

- 14:00 56. «Химки-М» (Химки) — «Ротор-2» (Волгоград) 2:2 (-:-)
- 18:00 54. «Зоркий» (Красногорск) — «Динамо-Брянск» (Брянск) 2:1 (-:-)
- 19:00 55. «Сатурн» (Раменское) — «Металлург» (Липецк) 1:2 (-:-)
- 19:30 50. «Торпедо Москва» (Москва) — «Химик» (Новомосковск) 2:1 (-:-)

Лидер — «Торпедо Москва» (Москва)

9-й Тур 15 сентября 2018

- 14:00 59. «Калуга» (Калуга) — «Салют Белгород» (Белгород) 1:2 (0:2)
- 15:00 61. «Металлург» (Липецк) — «Торпедо Москва» (Москва) 0:0 (0:0)
- 15:30 57. «Сокол» (Саратов) — «Химки-М» (Химки) 2:0 (0:0)
- 16:00 60. «Химик» (Новомосковск) — «Строгино» (Москва) 2:0 (1:0)
- 16:00 62. «Динамо-Брянск» (Брянск) — «Сатурн» (Раменское) 0:0 (0:0)

9-й Тур 16 сентября 2018

- 15:00 63. «Ротор-2» (Волгоград) — «Зоркий» (Красногорск) 1:3 (0:2)
- 16:00 58. «Квант» (Обнинск) — «Рязань» (Рязань) 1:1 (1:0)

Лидер — «Торпедо Москва» (Москва)

10-й Тур 21 сентября 2018

- 16:00 65. «Строгино» (Москва) — «Металлург» (Липецк) 0:1 (0:1)
- 18:30 66. «Салют Белгород» (Белгород) — «Химик» (Новомосковск) 2:0 (1:0)

10-й Тур 22 сентября 2018

- 13:00 70. «Химки-М» (Химки) — «Зоркий» (Красногорск) 0:2 (0:2)
- 14:00 67. «Рязань» (Рязань) — «Калуга» (Калуга) 1:2 (1:0)
- 15:00 64. «Торпедо Москва» (Москва) — «Динамо-Брянск» (Брянск) 1:0 (0:0)
- 15:00 69. «Сатурн» (Раменское) — «Ротор-2» (Волгоград) 0:3 (0:0)
- 16:00 68. «Сокол» (Саратов) — «Квант» (Обнинск) 2:1 (0:1)

Лидер — «Торпедо Москва» (Москва)

11-й Тур 29 сентября 2018

- 13:00 77. «Зоркий» (Красногорск) — «Сатурн» (Раменское) 1:1 (0:0)
- 14:00 72. «Калуга» (Калуга) — «Сокол» (Саратов) 0:3 (0:1)
- 15:00 71. «Квант» (Обнинск) — «Химки-М» (Химки) 0:0 (0:0)
- 15:00 74. «Металлург» (Липецк) — «Салют Белгород» (Белгород) 3:0 (2:0)
- 16:00 73. «Химик» (Новомосковск) — «Рязань» (Рязань) 0:1 (0:0)
- 16:00 75. «Динамо-Брянск» (Брянск) — «Строгино» (Москва) 3:1 (2:1)

11-й Тур 30 сентября 2018

- 14:00 76. «Ротор-2» (Волгоград) — «Торпедо Москва» (Москва) 0:3 (0:2)

Лидер — «Торпедо Москва» (Москва)

12-й Тур 5 октября 2018

- 13:00 84. «Химки-М» (Химки) — «Сатурн» (Раменское) 0:0 (0:0)

12-й Тур 6 октября 2018

- 14:00 83. «Квант» (Обнинск) — «Калуга» (Калуга) 2:2 (0:0)
- 14:30 82. «Сокол» (Саратов) — «Химик» (Новомосковск) 2:1 (0:0)
- 15:00 78. «Торпедо Москва» (Москва) — «Зоркий» (Красногорск) 2:1 (1:1)
- 15:00 80. «Салют Белгород» (Белгород) — «Динамо-Брянск» (Брянск) 0:0 (0:0)
- 16:00 79. «Строгино» (Москва) — «Ротор-2» (Волгоград) 2:1 (1:1)
- 17:00 81. «Рязань» (Рязань) — «Металлург» (Липецк) 1:0 (0:0)

Лидер — «Торпедо Москва» (Москва)

13-й Тур 13 октября 2018

- 13:00 89. «Зоркий» (Красногорск) — «Строгино» (Москва) 4:0 (2:0)
- 14:00 85. «Химик» (Новомосковск) — «Квант» (Обнинск) 3:1 (2:0)
- 14:00 87. «Динамо-Брянск» (Брянск) — «Рязань» (Рязань) 4:3 (2:0)
- 14:00 88. «Ротор-2» (Волгоград) — «Салют Белгород» (Белгород) 0:0 (0:0)
- 14:00 91. «Химки-М» (Химки) — «Калуга» (Калуга) 1:1 (0:0)
- 15:00 86. «Металлург» (Липецк) — «Сокол» (Саратов) 1:1 (0:0)
- 15:00 90. «Сатурн» (Раменское) — «Торпедо Москва» (Москва) 0:2 (0:0)

17-й Тур 17 октября 2018

- 18:00 117. «Зоркий» (Красногорск) — «Калуга» (Калуга) 2:0 (1:0)

1-й Тур 17 октября 2018

- 19:30 1. «Торпедо Москва» (Москва) — «Химки-М» (Химки) 1:1 (0:0)

Лидер — «Торпедо Москва» (Москва)

14-й Тур 20 октября 2018

- 14:00 94. «Калуга» (Калуга) — «Металлург» (Липецк) 2:0 (1:0)
- 14:00 95. «Квант» (Обнинск) — «Динамо-Брянск» (Брянск) 0:1 (0:1)
- 14:30 96. «Сокол» (Саратов) — «Ротор-2» (Волгоград) 4:0 (0:0)
- 15:00 97. «Рязань» (Рязань) — «Зоркий» (Красногорск) 2:1 (1:0)
- 15:00 98. «Салют Белгород» (Белгород) — «Сатурн» (Раменское) 1:0 (0:0)
- 16:00 92. «Строгино» (Москва) — «Торпедо Москва» (Москва) 0:1 (0:1)

21 октября 2018

- 14:00 93. «Химик» (Новомосковск) — «Химки-М» (Химки) 1:0 (1:0)

Лидер — «Торпедо Москва» (Москва)

15-й Тур 27 октября 2018

- 13:00 99. «Химки-М» (Химки) — «Строгино» (Москва) 1:1 (1:0)
- 14:00 104. «Динамо-Брянск» (Брянск) — «Калуга» (Калуга) 2:0 (0:0)
- 14:00 105. «Металлург» (Липецк) — «Химик» (Новомосковск) 1:0 (0:0)
- 15:00 100. «Торпедо Москва» (Москва) — «Салют Белгород» (Белгород) 1:1 (1:0)
- 15:00 101. «Сатурн» (Раменское) — «Рязань» (Рязань) 1:1 (0:1)

15-й Тур 29.10.2018

- 13:00 103. «Ротор-2» (Волгоград) — «Квант» (Обнинск) 1:0 (0:0)

Лидер — «Торпедо Москва» (Москва)

16-й Тур 3 ноября 2018

- 14:00 107. «Салют Белгород» (Белгород) — «Строгино» (Москва) 0:1 (0:1)
- 14:00 108. «Металлург» (Липецк) — «Химки-М» (Химки) 2:1 (0:0)
- 14:00 109. «Химик» (Новомосковск) — «Динамо-Брянск» (Брянск) 0:2 (0:1)
- 14:00 110. «Калуга» (Калуга) — «Ротор-2» (Волгоград) 2:1 (2:0)
- 14:00 111. «Квант» (Обнинск) — «Зоркий» (Красногорск) 1:1 (1:0)
- 14:30 112. «Сокол» (Саратов) — «Сатурн» (Раменское) 5:0 (2:0)
- 15:00 106. «Рязань» (Рязань) — «Торпедо Москва» (Москва) 0:2 (0:0)

Лидер — «Торпедо Москва» (Москва)

17-й Тур 6 ноября 2018

- 13:00 113. «Химки-М» (Химки) — «Салют Белгород» (Белгород) 1:1 (0:0)

17-й Тур 10 ноября 2018

- 13:00 116. «Сатурн» (Раменское) — «Квант» (Обнинск) 0:0 (0:0)
- 13:00 119. «Динамо-Брянск» (Брянск) — «Металлург» (Липецк) 1:1 (0:1)
- 14:00 114. «Строгино» (Москва) — «Рязань» (Рязань) 1:0 (1:0)
- 15:00 115. «Торпедо Москва» (Москва) — «Сокол» (Саратов) 1:1 (1:0)

17-й Тур 11 ноября 2018

- 13:00 118. «Ротор-2» (Волгоград) — «Химик» (Новомосковск) 5:2 (2:0)

Лидер на конец 2018 года — «Торпедо Москва» (Москва)

15-й Тур 30 марта 2019

- 15:00 102. «Зоркий» (Красногорск) — «Сокол» (Саратов) 1:3 (0:1)

18-й Тур 6 апреля 2019

- 14:00 120. «Квант» (Обнинск) — «Торпедо Москва» (Москва) 1:2 (0:0)
- 14:30 121. «Сокол» (Саратов) — «Строгино» (Москва) 3:1 (0:0)
- 16:00 122. «Рязань» (Рязань) — «Салют Белгород» (Белгород) 0:1 (0:1)
- 15:00 123. «Динамо-Брянск» (Брянск) — «Химки-М» (Химки) 3:0 (1:0)
- 16:00 124. «Металлург» (Липецк) — «Ротор-2» (Волгоград) 3:2 (1:2)
- 13:00 125. «Химик» (Новомосковск) — «Зоркий» (Красногорск) 0:0 (0:0)
- 14:00 126. «Калуга» (Калуга) — «Сатурн» (Раменское) 2:0 (1:0)

Лидер — «Торпедо Москва» (Москва)

19-й Тур 13 апреля 2019

- 13:00 127. «Химки-М» (Химки) — «Рязань» (Рязань) 1:3 (0:1)
- 13:00 132. «Зоркий» (Красногорск) — «Металлург» (Липецк) 2:2 (0:1)
- 14:00 130. «Калуга» (Калуга) — «Торпедо Москва» (Москва) 2:3 (1:0)
- 14:00 133. «Ротор-2» (Волгоград) — «Динамо-Брянск» (Брянск) 0:2 (0:1)
- 16:00 128. «Салют Белгород» (Белгород) — «Сокол» (Саратов) 1:2 (0:2)
- 16:00 129. «Строгино» (Москва) — «Квант» (Обнинск) 1:4 (0:2)
- 17:00 131. «Сатурн» (Раменское) — «Химик» (Новомосковск) 1:0 (1:0)

Лидер — «Торпедо Москва» (Москва)

20-й Тур 20 апреля 2019

- 13:00 134. «Химик» (Новомосковск) — «Торпедо Москва» (Москва) 2:2 (1:0)
- 14:00 135. «Калуга» (Калуга) — «Строгино» (Москва) 2:0 (1:0)
- 14:00 136. «Квант» (Обнинск) — «Салют Белгород» (Белгород) 3:1 (1:0)
- 14:30 137. «Сокол» (Саратов) — «Рязань» (Рязань) 2:0 (1:0)
- 15:00 139. «Динамо-Брянск» (Брянск) — «Зоркий» (Красногорск) 2:1 (0:1)
- 16:00 140. «Металлург» (Липецк) — «Сатурн» (Раменское) 0:2 (0:1)

20-й Тур 21 апреля 2019

- 14:00 138. «Ротор-2» (Волгоград) — «Химки-М» (Химки) 2:0 (2:0)

Лидер — «Торпедо Москва» (Москва)

21-й Тур 27 апреля 2019

- : 141. «Химки-М» (Химки) — «Сокол» (Саратов) 1:2 (0:0)
- : 142. «Рязань» (Рязань) — «Квант» (Обнинск) 3:3 (2:1)
- : 143. «Салют Белгород» (Белгород) — «Калуга» (Калуга) 2:2 (1:0)
- : 144. «Строгино» (Москва) — «Химик» (Новомосковск) 0:1 (0:0)
- : 145. «Торпедо Москва» (Москва) — «Металлург» (Липецк) 2:1 (0:0)
- : 146. «Сатурн» (Раменское) — «Динамо-Брянск» (Брянск) 1:3 (0:2)
- : 147. «Зоркий» (Красногорск) — «Ротор-2» (Волгоград) 4:0 (1:0)

Лидер — «Торпедо Москва» (Москва)

22-й Тур 4 мая 2019

- : 148. «Динамо-Брянск» (Брянск) — «Торпедо Москва» (Москва) 3:0 (1:0)
- : 149. «Металлург» (Липецк) — «Строгино» (Москва) 1:0 (1:0)
- : 150. «Химик» (Новомосковск) — «Салют Белгород» (Белгород) 0:1 (0:0)
- : 151. «Калуга» (Калуга) — «Рязань» (Рязань) 5:0 (2:0)
- : 152. «Квант» (Обнинск) — «Сокол» (Саратов) 1:1 (1:1)
- : 153. «Зоркий» (Красногорск) — «Химки-М» (Химки) 1:1 (0:0)
- : 154. «Ротор-2» (Волгоград) — «Сатурн» (Раменское) 3:0 (0:0)

Лидер — «Торпедо Москва» (Москва)

23-й Тур 11 мая 2019

- : 155. «Химки-М» (Химки) — «Квант» (Обнинск) 1:1 (1:1)
- 157. «Рязань» (Рязань) — «Химик» (Новомосковск) 3:0 (2:0)
- 158. «Салют Белгород» (Белгород) — «Металлург» (Липецк) 1:3 (1:1)
- 159. «Строгино» (Москва) — «Динамо-Брянск» (Брянск) 1:2 (0:1)
- 161. «Сатурн» (Раменское) — «Зоркий» (Красногорск) 2:0 (2:0)

23-й Тур 12 мая 2019

- 160. «Торпедо Москва» (Москва) — «Ротор-2» (Волгоград) 4:0 (3:0)

Лидер — «Торпедо Москва» (Москва)

24-й Тур 18 мая 2019

- 167. «Калуга» (Калуга) — «Квант» (Обнинск) 1:0 (0:0)
- 168. «Сатурн» (Раменское) — «Химки-М» (Химки) 3:3 (1:2)

24-й Тур 19 мая 2019

- 162. «Зоркий» (Красногорск) — «Торпедо Москва» (Москва) 1:2 (0:2)
- 163. «Ротор-2» (Волгоград) — «Строгино» (Москва) 2:1 (1:1)
- 164. «Динамо-Брянск» (Брянск) — «Салют Белгород» (Белгород) 3:1 (1:0)
- 165. «Металлург» (Липецк) — «Рязань» (Рязань) 0:0 (0:0)
- 166. «Химик» (Новомосковск) — «Сокол» (Саратов) 2:1 (1:0)

Лидер — «Торпедо Москва» (Москва)

25-й Тур 26 мая 2019

- 169. «Калуга» (Калуга) — «Химки-М» (Химки) 1:0 (1:0)
- 170. «Квант» (Обнинск) — «Химик» (Новомосковск) 3:0 (1:0)
- 171. «Сокол» (Саратов) — «Металлург» (Липецк) 1:2 (1:1)
- 172. «Рязань» (Рязань) — «Динамо-Брянск» (Брянск) 0:1 (0:0)
- 173. «Салют Белгород» (Белгород) — «Ротор-2» (Волгоград) 1:1 (0:1)
- 174. «Строгино» (Москва) — «Зоркий» (Красногорск) 4:0 (2:0)
- 175. «Торпедо Москва» (Москва) — «Сатурн» (Раменское) 4:1 (3:1)

Лидер — «Торпедо Москва» (Москва)

25-й Тур 29 мая 2019

- 178. «Зоркий» (Красногорск) — «Салют Белгород» (Белгород) 0:4 (0:1)

26-й Тур 2 июня 2019

- : 7. «Калуга» (Калуга) — «Химик» (Новомосковск) 0:0 (0:0)
- 176. «Химки-М» (Химки) — «Торпедо Москва» (Москва) 1:4 (1:0)
- 177. «Сатурн» (Раменское) — «Строгино» (Москва) 3:2 (2:1)
- 179. «Ротор-2» (Волгоград) — «Рязань» (Рязань) 1:2 (0:1)
- 180. «Динамо-Брянск» (Брянск) — «Сокол» (Саратов) 0:1 (0:1)
- 181. «Металлург» (Липецк) — «Квант» (Обнинск) 5:1 (3:0)

Победитель: «Торпедо Москва» (Москва)

## Юг
| М  | Команда                              | И  | В  | Н  | П  | Мячи    | ±   | О  | Примечания                      |
| -- | ------------------------------------ | -- | -- | -- | -- | ------- | --- | -- | ------------------------------- |
| 1  | Чайка                                | 28 | 21 | 7  | 0  | 64 − 14 | +50 | 70 | Выход в Первенство ФНЛ          |
| 2  | Урожай                               | 28 | 20 | 7  | 1  | 47 − 19 | +28 | 67 |                                 |
| 3  | Волгарь                              | 28 | 18 | 5  | 5  | 48 − 22 | +26 | 59 |                                 |
| 4  | Черноморец                           | 28 | 16 | 4  | 8  | 55 − 23 | +32 | 52 |                                 |
| 5  | Дружба                               | 28 | 15 | 0  | 13 | 33 − 36 | −3  | 45 |                                 |
| 6  | Спартак-Нальчик                      | 28 | 11 | 10 | 7  | 39 − 29 | +10 | 43 |                                 |
| 7  | Легион Динамо                        | 28 | 11 | 9  | 8  | 30 − 21 | +9  | 42 |                                 |
| 8  | Биолог-Новокубанск                   | 28 | 11 | 4  | 13 | 32 − 39 | −7  | 37 |                                 |
| 9  | Динамо (Ставрополь)                  | 28 | 10 | 4  | 14 | 36 − 48 | −12 | 34 |                                 |
| 10 | Спартак (Владикавказ)                | 28 | 8  | 6  | 14 | 34 − 41 | −7  | 30 |                                 |
| 11 | Машук-КМВ                            | 28 | 7  | 8  | 13 | 31 − 40 | −9  | 29 |                                 |
| 12 | Краснодар-3                          | 28 | 7  | 7  | 14 | 37 − 51 | −14 | 28 | Не имеет права на переход в ФНЛ |
| 13 | СКА (Ростов-на-Дону)                 | 28 | 5  | 9  | 14 | 19 − 33 | −14 | 24 |                                 |
| 14 | Ангушт                               | 28 | 2  | 9  | 17 | 13 − 47 | −34 | 15 | Переход на любительский уровень |
| 15 | Академия футбола им. В. Понедельника | 28 | 2  | 3  | 23 | 11 − 66 | −55 | 9  | Снялся после зимней паузы       |

И — игры, В — выигрыши, Н — ничьи, П — проигрыши, Мячи — забитые и пропущенные голы, ± — разница голов, О — очки

Примечания. 2 июля 2021 года на заседании КДК РФС результат матча «Чайка» — «Ангушт» (5:0), состоявшегося 21 октября 2018 года, был аннулирован: «Чайке» засчитано техническое поражение (0:3) «за организацию договорного матча» (также были упомянуты матч с «Дружбой» 3 августа 2018 года и кубковая игра с «Армавиром» 22 августа 2018 года и было принято решение о переводе «Чайки» из первого дивизиона ФНЛ 2021/22 во второй дивизион 2021/22).
На сайте sportbox.ru результат матча «Чайка» — «Ангушт» не изменён, результат матча «Чайка» — «Дружба» (1:0) изменён на техническое поражение 0:3.
Таблица приведена по состоянию до решений, связанных с «Чайкой».

## Урал-Приволжье
В группе «Урал-Приволжье» сезон прошёл в два этапа. На первом команды сыграли в два круга по системе «каждый с каждым», на втором этапе команды разделились на две группы: группу «А» (команды, занявшие на первом этапе места с 1-го по 6-е) и группу «Б» (места с 7-го по 11-е) и провели матчи в своей группе по принципу «каждый с каждым» в один круг. При этом, перед началом второго этапа у команд группы «А» сохранились все турнирные показатели по итогам всех матчей на первом этапе, а у команд группы «Б» учитывались турнирные показатели матчей только между этими командами по итогам первого этапа (таким образом, итоговая турнирная таблица для команд группы «Б» была сформирована из результатов матчей только между этими командами первого и второго этапов).

### Первый этап
| М  | Команда           | И  | В  | Н | П  | Мячи    | ±   | О  | Примечания                       |
| -- | ----------------- | -- | -- | - | -- | ------- | --- | -- | -------------------------------- |
| 1  | Нефтехимик        | 20 | 15 | 3 | 2  | 40 − 12 | +28 | 48 | Выход во второй этап, группа «А» |
| 2  | КАМАЗ             | 20 | 11 | 5 | 4  | 36 − 18 | +18 | 38 | Выход во второй этап, группа «А» |
| 3  | Сызрань-2003      | 20 | 11 | 2 | 7  | 25 − 18 | +7  | 35 | Выход во второй этап, группа «А» |
| 4  | Волга (Ульяновск) | 20 | 10 | 3 | 7  | 22 − 17 | +5  | 33 | Выход во второй этап, группа «А» |
| 5  | Звезда (Пермь)    | 20 | 9  | 6 | 5  | 32 − 28 | +4  | 33 | Выход во второй этап, группа «А» |
| 6  | Носта             | 20 | 9  | 3 | 8  | 31 − 31 | 0   | 30 | Выход во второй этап, группа «А» |
| 7  | Зенит-Ижевск      | 20 | 5  | 7 | 8  | 19 − 24 | −5  | 22 | Выход во второй этап, группа «Б» |
| 8  | Челябинск         | 20 | 5  | 6 | 9  | 20 − 19 | +1  | 21 | Выход во второй этап, группа «Б» |
| 9  | Урал-2            | 20 | 5  | 6 | 9  | 29 − 36 | −7  | 21 | Выход во второй этап, группа «Б» |
| 10 | Лада-Тольятти     | 20 | 3  | 5 | 12 | 15 − 39 | −24 | 14 | Выход во второй этап, группа «Б» |
| 11 | Уфа-2             | 20 | 2  | 4 | 14 | 12 − 39 | −27 | 10 | Выход во второй этап, группа «Б» |

И — игры, В — выигрыши, Н — ничьи, П — проигрыши, Мячи — забитые и пропущенные голы, ± — разница голов, О — очки

Примечания.
- Результат матча 17-го тура «Урал-2» — «Зенит-Ижевск» (3:1), состоявшегося 4 ноября 2018 года, был аннулирован; была назначена переигровка[18], которая прошла 4 апреля 2019 года[19] и завершилась со счётом 2:1 в пользу «Урала-2».

- После победы в матче 19-го тура с «Уралом-2» (14 апреля — 4:0) «Нефтехимик» одержал победу по итогам первого этапа. По итогам этого же тура определились оставшиеся 4 участника второго этапа в группе «А»: 14 апреля — «Звезда» (победила «Уфу-2» — 1:0), «Носта» и «Сызрань-2003» («Носта» — «Сызрань-2003» — 1:0), при этом пропускавший тур «Челябинск», сыгравший в этот же день вничью (0:0) с «КАМАЗом» «Зенит-Ижевск», а также «Лада-Тольятти» потеряли шансы на выход в группу «А», а 15 апреля — «Волга», обыгравшая «Ладу-Тольятти» — 1:0, после чего «Урал-2» потерял шансы на выход в группу «А».

### Второй этап
Матчи второго этапа в обеих группах прошли с 11 мая по 4 июня в 5 игровых дней (туров). Даты туров для команд обеих групп — одни и те же. Расписание — согласно предварительно составленной перед началом сезона сетке, в зависимости от занятых командами на первом этапе мест.

#### Группа «А» (места с 1-го по 6-е)
Для команд группы «А» сохранялись все показатели и учитывались результаты всех матчей первого этапа.
Команды провели в общей сложности по 25 матчей: к 20 матчам первого этапа добавлялись 5 матчей второго этапа.
| М | Команда           | И  | В  | Н | П  | Мячи    | ±   | О  | Примечания                           |
| - | ----------------- | -- | -- | - | -- | ------- | --- | -- | ------------------------------------ |
| 1 | Нефтехимик        | 25 | 20 | 3 | 2  | 53 − 14 | +39 | 63 | Выход в Первенство ФНЛ               |
| 2 | КАМАЗ             | 25 | 13 | 6 | 6  | 44 − 25 | +19 | 45 |                                      |
| 3 | Сызрань-2003      | 25 | 13 | 2 | 10 | 32 − 30 | +2  | 41 | Отказ от игр ПФЛ по окончании сезона |
| 4 | Волга (Ульяновск) | 25 | 11 | 4 | 10 | 26 − 25 | +1  | 37 |                                      |
| 5 | Носта             | 25 | 11 | 4 | 10 | 39 − 43 | −4  | 37 |                                      |
| 6 | Звезда (Пермь)    | 25 | 10 | 7 | 8  | 39 − 34 | +5  | 37 |                                      |

И — игры, В — выигрыши, Н — ничьи, П — проигрыши, Мячи — забитые и пропущенные голы, ± — разница голов, О — очки

Примечание
- 16 мая после ничьей в матче 24-го тура «Звезда» — «КАМАЗ» (0:0) «Нефтехимик», вне зависимости от результатов своих матчей в этом и оставшихся турах, досрочно обеспечил себе 1-е место.

#### Группа «Б» (места с 7-го по 11-е)
На втором этапе в группе «Б» из матчей первого этапа учитываются только матчи с теми командами, которые по итогам первого этапа попали в группу «Б». Результаты матчей первого этапа с командами, которые по итогам первого этапа попали в группу «А», не учитываются.

##### Итоги первого этапа для команд группы «Б»
С этими показателями команды группы «Б» начали второй этап.
| М      | Команда       | И | В | Н | П | Мячи   | ±  | О  | Примечания                                                                             |
| ------ | ------------- | - | - | - | - | ------ | -- | -- | -------------------------------------------------------------------------------------- |
| 1 (7)  | Урал-2        | 8 | 3 | 4 | 1 | 14 − 7 | +7 | 13 | Очки/показатели, набранные в матчах первого этапа, которые пошли в зачёт второго этапа |
| 2 (8)  | Зенит-Ижевск  | 8 | 2 | 4 | 2 | 8 − 9  | −1 | 10 | Очки/показатели, набранные в матчах первого этапа, которые пошли в зачёт второго этапа |
| 3 (9)  | Челябинск     | 8 | 2 | 4 | 2 | 9 − 7  | +2 | 10 | Очки/показатели, набранные в матчах первого этапа, которые пошли в зачёт второго этапа |
| 4 (10) | Лада-Тольятти | 8 | 2 | 3 | 3 | 9 − 15 | −6 | 9  | Очки/показатели, набранные в матчах первого этапа, которые пошли в зачёт второго этапа |
| 5 (11) | Уфа-2         | 8 | 2 | 3 | 3 | 9 − 11 | −2 | 9  | Очки/показатели, набранные в матчах первого этапа, которые пошли в зачёт второго этапа |

И — игры, В — выигрыши, Н — ничьи, П — проигрыши, Мячи — забитые и пропущенные голы, ± — разница голов, О — очки

##### Итоговая таблица второго этапа для команд группы «Б»
Команды провели суммарно за два этапа по 24 матча, при этом на втором этапе учитывались по 8 матчей из первого этапа и 4 матча второго этапа.
Итоговое положение команд.
| М  | Команда       | И  | В | Н | П | Мячи    | ±   | О  | Примечания |
| -- | ------------- | -- | - | - | - | ------- | --- | -- | ---------- |
| 7  | Зенит-Ижевск  | 12 | 5 | 5 | 2 | 19 − 14 | +5  | 20 |            |
| 8  | Уфа-2         | 12 | 4 | 5 | 3 | 20 − 16 | +4  | 17 |            |
| 9  | Челябинск     | 12 | 4 | 5 | 3 | 18 − 12 | +6  | 17 |            |
| 10 | Урал-2        | 12 | 4 | 4 | 4 | 22 − 14 | +8  | 16 |            |
| 11 | Лада-Тольятти | 12 | 2 | 3 | 7 | 10 − 33 | −23 | 9  |            |

И — игры, В — выигрыши, Н — ничьи, П — проигрыши, Мячи — забитые и пропущенные голы, ± — разница голов, О — очки

## Восток
В группе «Восток» сезон проходил в 4 круга. Победитель определился в последнем туре.
| М | Команда          | И  | В  | Н | П  | Мячи    | ±   | О  | Примечания                                                    |
| - | ---------------- | -- | -- | - | -- | ------- | --- | -- | ------------------------------------------------------------- |
| 1 | Иртыш            | 20 | 14 | 3 | 3  | 38 − 12 | +26 | 45 | Не было лицензии на момент лишения «Сахалина» 3-х очков*      |
| 2 | Сахалин          | 20 | 14 | 5 | 1  | 41 − 15 | +26 | 44 | Не проходил лицензирование для участия в ФНЛ*                 |
| 3 | Зенит (Иркутск)  | 20 | 7  | 7 | 6  | 21 − 20 | +1  | 28 |                                                               |
| 4 | Динамо (Барнаул) | 20 | 4  | 8 | 8  | 20 − 27 | −7  | 20 |                                                               |
| 5 | Чита             | 20 | 3  | 5 | 12 | 19 − 34 | −15 | 14 |                                                               |
| 6 | Сибирь-2         | 20 | 3  | 2 | 15 | 16 − 47 | −31 | 11 | Не имеет права на переход в ФНЛ Выбывание в третий дивизион** |

И — игры, В — выигрыши, Н — ничьи, П — проигрыши, Мячи — забитые и пропущенные голы, ± — разница голов, О — очки

Примечания
* Одержав победу в матче 24 тура с «Сибирью-2», «Сахалин» стал победителем группы «Восток» но не вышел в ФНЛ, т.к. не подавал заявку на лицензию. 
21 июня Палата по разрешению споров РФС лишила «Сахалин» 3-х очков, тем самым «Сахалин» опустился на 2-е место, а победителем стал «Иртыш» (Омск)
** «Сибирь-2» (Новосибирск) — покинула лигу, так как является фарм-клубом вылетевшего из ФНЛ в ПФЛ (и впоследствии — расформированного) ФК «Сибирь».

### Изменение лидера по ходу первенства
1-й Тур 4 августа 2018

- «Иртыш» (Омск) — «Чита» (Чита) 2:1 (0:1)
- «Динамо-Барнаул» (Барнаул) — «Зенит» (Иркутск) 0:0 (0:0)

Лидер — «Иртыш» (Омск)

2-й Тур 7 августа 2018

- «Иртыш» (Омск) — «Зенит» (Иркутск) 2:0 (1:0)
- «Динамо-Барнаул» (Барнаул) — «Чита» (Чита) 3:0 (2:0)
- «Сахалин» (Южно-Сахалинск) — «Сибирь-2» (Новосибирск) 2:1 (2:1)

Лидер — «Иртыш» (Омск)

3-й тур 15 августа 2018

- «Сахалин» (Южно-Сахалинск) — «Иртыш» (Омск) 0:0 (0:0)
- «Сибирь-2» (Новосибирск) — «Динамо-Барнаул» (Барнаул) 3:1 (0:0)

Лидер — «Иртыш» (Омск)

4-й Тур 18 августа 2018

- «Сахалин» (Южно-Сахалинск) — «Динамо-Барнаул» (Барнаул) 1:1 (1:0)
- «Чита» (Чита) — «Зенит» (Иркутск) 1:3 (1:0)
- «Сибирь-2» (Новосибирск) — «Иртыш» (Омск) 1:1 (0:0)

Лидер — «Иртыш» (Омск)

5-й Тур 26 августа 2018

- «Чита» (Чита) — «Сахалин» (Южно-Сахалинск) 1:2 (0:1)
- «Зенит» (Иркутск) — «Сибирь-2» (Новосибирск) 5:0 (2:0)

Лидер — «Иртыш» (Омск); лучше разница мячей

6-й Тур 29 августа 2018

- «Чита» (Чита) — «Сибирь-2» (Новосибирск) 3:1 (3:0)
- «Зенит» (Иркутск) — «Сахалин» (Южно-Сахалинск) 0:1 (0:0)
- «Иртыш» (Омск) — «Динамо-Барнаул» (Барнаул) 1:0 (0:0)

Лидер по итогам 1 круга — «Иртыш» (Омск), лучше разница мячей

7-й Тур 6 сентября 2018

- «Сахалин» (Южно-Сахалинск) — «Зенит» (Иркутск) 3:0 (0:0)
- «Сибирь-2» (Новосибирск) — «Чита» (Чита) 1:1 (1:1)
- «Динамо-Барнаул» (Барнаул) — «Иртыш» (Омск) 1:3 (1:0)

Лидеры — «Иртыш» (Омск), «Сахалин» (Южно-Сахалинск): одинаковые показатели, счёт личной встречи 0:0, «И»>"С"

8-й Тур 9 сентября 2018

- «Сахалин» (Южно-Сахалинск) — «Чита» (Чита) 3:1 (3:0)
- «Сибирь-2» (Новосибирск) — «Зенит» (Иркутск) 2:1 (1:1)

Лидер — «Сахалин» (Южно-Сахалинск)

9-й Тур 16 сентября 2018

- «Иртыш» (Омск) — «Сибирь-2» (Новосибирск) 3:0 (3:0)
- «Динамо-Барнаул» (Барнаул) — «Сахалин» (Южно-Сахалинск) 0:2 (0:1)

Лидер — «Сахалин» (Южно-Сахалинск)

10-й Тур 19 сентября 2018

- «Зенит» (Иркутск) — «Чита» (Чита) 3:1 (2:0)
- «Динамо-Барнаул» (Барнаул) — «Сибирь-2» (Новосибирск) 2:3 (0:1)
- «Иртыш» (Омск) — «Сахалин» (Южно-Сахалинск) 1:0 (1:0)

Лидер — «Иртыш» (Омск); победа в личной встрече, лучшая разница, матч в запасе

12-й Тур 30 сентября 2018 → 26 сентября 2018

- «Чита» (Чита) — «Иртыш» (Омск) 0:3 (0:1)

11-й Тур 27 сентября 2018 → 29 сентября 2018

- «Зенит» (Иркутск) — «Иртыш» (Омск) 0:0 (0:0)

12-й Тур 29 сентября 2018

- «Сибирь-2» (Новосибирск) — «Сахалин» (Южно-Сахалинск) 1:2 (0:0)

11-й Тур 30 сентября 2018

- «Чита» (Чита) — «Динамо-Барнаул» (Барнаул) 1:1 (0:0)

12-й Тур 30 сентября 2018 → 3 октября 2018

- «Зенит» (Иркутск) — «Динамо-Барнаул» (Барнаул) 0:0 (0:0)

Перенесённый матч 19-го Тура 3 октября 2018

- «Сибирь-2» (Новосибирск) — «Чита» (Чита) 0:3 (0:1)

Лидер по итогам второго круга — «Иртыш» (Омск); победа в личной встрече, лучшая разница

13-й Тур 7 октября 2018, 11:00 (UTC)

- «Иртыш» (Омск) — «Чита» (Чита) 3:0 (1:0)

Лидер — «Иртыш» (Омск)

14-й Тур 10 октября 2018

- «Сахалин» (Южно-Сахалинск) — «Сибирь-2» (Новосибирск) 5:0 (4:0)
- «Динамо-Барнаул» (Барнаул) — «Чита» (Чита) 2:1 (2:1)
- «Иртыш» (Омск) — «Зенит» (Иркутск) 1:2 (1:0)

Лидер — «Иртыш» (Омск)

13-й Тур 13 октября 2018

- «Динамо-Барнаул» (Барнаул) — «Зенит» (Иркутск) 0:0 (0:0)

Лидер на конец 2018 года — «Иртыш» (Омск)

15-й Тур 15 апреля 2019

- «Сахалин» (Южно-Сахалинск) — «Иртыш» (Омск) 2:0 (2:0)
- «Сибирь-2» (Новосибирск) — «Динамо-Барнаул» (Барнаул) 0:1 (0:0)

Лидер — «Сахалин» (Южно-Сахалинск)

16-й Тур 18 апреля 2019

- «Сахалин» (Южно-Сахалинск) — «Динамо-Барнаул» (Барнаул) 4:3 (1:2)
- «Чита» (Чита) — «Зенит» (Иркутск) 1:1 (1:0)
- «Сибирь-2» (Новосибирск) — «Иртыш» (Омск) 0:3 (0:1)

Лидер — «Сахалин» (Южно-Сахалинск)

17-й Тур 25 апреля 2019

- «Чита» (Чита) — «Сахалин» (Южно-Сахалинск) 1:1 (0:0)
- «Зенит» (Иркутск) — «Сибирь-2» (Новосибирск) 1:0 (1:0)

Лидер — «Сахалин» (Южно-Сахалинск)

18-й Тур 28 апреля 2019

- «Чита» (Чита) — «Сибирь-2» (Новосибирск) 1:0 (0:0)
- «Зенит» (Иркутск) — «Сахалин» (Южно-Сахалинск) 0:0 (0:0)
- «Иртыш» (Омск) — «Динамо-Барнаул» (Барнаул) 2:1 (1:0)

Лидер по итогам трёх кругов — «Сахалин» (Южно-Сахалинск)

19-й Тур 5 мая 2019

- «Сахалин» (Южно-Сахалинск) — «Зенит» (Иркутск) 4:1 (1:0)
- «Динамо-Барнаул» (Барнаул) — «Иртыш» (Омск) 0:4 (0:3)

Лидер — «Сахалин» (Южно-Сахалинск)

20-й Тур 8 мая 2019

- «Сахалин» (Южно-Сахалинск) — «Чита» (Чита) 2:1 (0:1)
- «Сибирь-2» (Новосибирск) — «Зенит» (Иркутск) 0:1 (0:0)

Лидер — «Сахалин» (Южно-Сахалинск)

21-й Тур 15 мая 2019

- «Иртыш» (Омск) — «Сибирь-2» (Новосибирск) 3:0 (0:0)
- «Динамо-Барнаул» (Барнаул) — «Сахалин» (Южно-Сахалинск) 0:0 (0:0)

Лидер — «Сахалин» (Южно-Сахалинск)

22-й Тур 18 мая 2019

- «Иртыш» (Омск) — «Сахалин» (Южно-Сахалинск) 1:2 (0:1)
- «Динамо-Барнаул» (Барнаул) — «Сибирь-2» (Новосибирск) 3:1 (2:0)
- «Зенит» (Иркутск) — «Чита» (Чита) 1:0 (0:0)

Лидер — «Сахалин» (Южно-Сахалинск)

23-й Тур 25 мая 2019

- «Чита» (Чита) — «Динамо-Барнаул» (Барнаул) 0:0 (0:0)
- «Зенит» (Иркутск) — «Иртыш» (Омск) 1:3 (0:1)

Лидер — «Сахалин» (Южно-Сахалинск)

24-й Тур 28 мая 2019, 12:00 MSK****

- «Чита» (Чита) — «Иртыш» (Омск) 1:2 (1:0)
- «Сибирь-2» (Новосибирск) — «Сахалин» (Южно-Сахалинск) 2:5 (1:1)

13:00 MSK

- «Зенит» (Иркутск) — «Динамо-Барнаул» (Барнаул) 1:1 (1:1)

**** Решением РФС данные матчи были проведены одновременно.

Победитель: «Сахалин» (Южно-Сахалинск)

## Лауреаты сезона
7 июня в Москве состоялись Общее собрание Членов Профессиональной футбольной Лиги и торжественный вечер, на котором были подведены итоги спортивного сезона 2018-2019 годов.
Лучшие игроки
- Группа «Запад» — Александр Долгов («Локомотив-Казанка» Москва)
- Группа «Центр» — Рагим Садыхов («Торпедо Москва»)
- Группа «Юг» — Амур Калмыков («Урожай» Краснодар)
- Группа «Урал-Приволжье» — Мераби Уридия («Нефтехимик» Нижнекамск)
- Группа «Восток» — Андрей Разборов («Иртыш» Омск)

Лучшие бомбардиры
- Группа «Запад» — Александр Долгов — 15 голов («Локомотив-Казанка» Москва)
- Группа «Центр» — Иван Сергеев — 16 голов («Торпедо Москва»)
- Группа «Юг» — Амур Калмыков — 17 голов («Урожай» Краснодар)
- Группа «Урал-Приволжье» — Александр Субботин — 13 голов («Звезда» Пермь)
- Группа «Восток» — Андрей Разборов — 16 голов («Иртыш» Омск)

Лучшие тренеры
- Группа «Запад» — Денис Бояринцев («Текстильщик» Иваново)
- Группа «Центр» — Игорь Колыванов («Торпедо Москва»)
- Группа «Юг» — Виталий Семакин («Чайка» Песчанокопское)
- Группа «Урал-Приволжье» — Михаил Белов («Носта» Новотроицк)
- Группа «Восток» — Владимир Арайс («Иртыш» Омск)

Лучшие молодые игроки
- Группа «Запад» — Александр Долгов («Локомотив-Казанка» Москва)
- Группа «Центр» — Дмитрий Лаврищев («Ротор-2» Волгоград)
- Группа «Юг» — Николай Гиоргобиани («Чайка» Песчанокопское)
- Группа «Урал-Приволжье» — Денис Макаров («Нефтехимик» Нижнекамск)
- Группа «Восток» — Владимир Марков («Чита»)

Лауреаты премии «За активность в реализации социальных акций»
- «Волга» Ульяновск
- «Текстильщик» Иваново
- «Химик» Новомосковск
- «Металлург» Липецк